# Gran Premio motociclistico d'Italia 1994
Il Gran Premio motociclistico d'Italia 1994 fu l'ottavo appuntamento del motomondiale 1994.
Si svolse il 3 luglio 1994 all'Autodromo Internazionale del Mugello e vide la vittoria di Mick Doohan nella classe 500, di Ralf Waldmann nella classe 250 e di Noboru Ueda nella classe 125.

## Classe 500

### Arrivati al traguardo
| Pos | Nº | Pilota               | Squadra                 | Motocicletta  | Giri | Tempo     | Griglia | Punti |
| --- | -- | -------------------- | ----------------------- | ------------- | ---- | --------- | ------- | ----- |
| 1   | 4  | Mick Doohan          | Honda Team HRC          | Honda         | 23   | 44:20.402 | 3       | 25    |
| 2   | 5  | Luca Cadalora        | Marlboro Team Roberts   | Yamaha        | 23   | +5.784    | 1       | 20    |
| 3   | 1  | Kevin Schwantz       | Lucky Strike Suzuki     | Suzuki        | 23   | +17.336   | 7       | 16    |
| 4   | 17 | Alberto Puig         | Ducados Honda Pons      | Honda         | 23   | +24.104   | 9       | 13    |
| 5   | 7  | Shin'ichi Itō        | Honda Team HRC          | Honda         | 23   | +24.182   | 8       | 11    |
| 6   | 3  | Daryl Beattie        | Marlboro Team Roberts   | Yamaha        | 23   | +28.736   | 10      | 10    |
| 7   | 6  | Alex Barros          | Lucky Strike Suzuki     | Suzuki        | 23   | +34.560   | 4       | 9     |
| 8   | 18 | Bernard Garcia       | Yamaha Motor France     | ROC Yamaha    | 23   | +48.570   | 12      | 8     |
| 9   | 50 | Niall Mackenzie      | Slick 50 Team WCM       | ROC Yamaha    | 23   | +1:01.510 | 13      | 7     |
| 10  | 12 | Juan López Mella     | Lopez Mella Racing      | ROC Yamaha    | 23   | +1:23.996 | 15      | 6     |
| 11  | 51 | Jean Pierre Jeandat  | JPJ Racing              | ROC Yamaha    | 23   | +1:26.116 | 17      | 5     |
| 12  | 24 | Cristiano Migliorati | Team Pedercini          | ROC Yamaha    | 23   | +1:26.974 | 20      | 4     |
| 13  | 27 | Bernard Haenggeli    | Haenggeli Racing        | ROC Yamaha    | 23   | +1:28.165 | 19      | 3     |
| 14  | 19 | Sean Emmett          | Shell Harris Grand Prix | Harris Yamaha | 23   | +1:33.838 | 18      | 2     |
| 15  | 14 | Jeremy McWilliams    | Millar Racing           | Yamaha        | 23   | +1:34.572 | 16      | 1     |
| 16  | 16 | Laurent Naveau       | Euro Team               | ROC Yamaha    | 23   | +1:49.660 | 27      |       |
| 17  | 34 | Bruno Bonhuil        | MTD Objectif 500        | ROC Yamaha    | 22   | +1 giro   | 25      |       |
| 18  | 38 | Ermanno Bastianini   | Team Elit               | ROC Yamaha    | 22   | +1 giro   | 24      |       |
| 19  | 36 | Jean Foray           | Jean Foray Racing       | ROC Yamaha    | 22   | +1 giro   | 21      |       |
| 20  | 23 | Lucio Pedercini      | Team Pedercini          | ROC Yamaha    | 22   | +1 giro   | 23      |       |
| 21  | 21 | Cees Doorakkers      | Team Doorakkers         | Harris Yamaha | 22   | +1 giro   | 28      |       |

### Ritirati
| Nº | Pilota           | Squadra               | Motocicletta  | Giri | Griglia |
| -- | ---------------- | --------------------- | ------------- | ---- | ------- |
| 8  | Àlex Crivillé    | Honda Team HRC        | Honda         | 22   | 6       |
| 44 | Marc Garcia      | DR Team Shark         | ROC Yamaha    | 18   | 26      |
| 28 | Julián Miralles  | Team ROC              | ROC Yamaha    | 17   | 22      |
| 10 | Doug Chandler    | Cagiva Team Agostini  | Cagiva        | 16   | 2       |
| 11 | John Kocinski    | Cagiva Team Agostini  | Cagiva        | 16   | 5       |
| 30 | Vittorio Scatola | Team Paton            | Paton         | 9    | 30      |
| 29 | Andreas Leuthe   | Doppler Austria       | ROC Yamaha    | 3    | 29      |
| 13 | Loris Reggiani   | Aprilia Racing        | Aprilia       | 2    | 11      |
| 15 | John Reynolds    | Padgett's Motorcycles | Harris Yamaha | 2    | 14      |
| 20 | Kevin Mitchell   | MBM Racing            | Harris Yamaha | 0    | 31      |

## Classe 250

### Arrivati al traguardo
| Pos | Nº | Pilota                    | Moto    | Giri | Tempo     | Griglia | Punti |
| --- | -- | ------------------------- | ------- | ---- | --------- | ------- | ----- |
| 1   | 28 | Ralf Waldmann             | Honda   | 21   | 41:05.128 | 2       | 25    |
| 2   | 1  | Tetsuya Harada            | Yamaha  | 21   | +2.060    | 7       | 20    |
| 3   | 2  | Loris Capirossi           | Honda   | 21   | +5.204    | 4       | 16    |
| 4   | 17 | Jean-Philippe Ruggia      | Aprilia | 21   | +8.457    | 6       | 13    |
| 5   | 66 | Marcellino Lucchi         | Aprilia | 21   | +9.248    | 5       | 11    |
| 6   | 15 | Luis d'Antín              | Honda   | 21   | +41.106   | 11      | 10    |
| 7   | 8  | Tadayuki Okada            | Honda   | 21   | +41.366   | 9       | 9     |
| 8   | 22 | Jean-Michel Bayle         | Aprilia | 21   | +41.451   | 10      | 8     |
| 9   | 12 | Wilco Zeelenberg          | Honda   | 21   | +41.676   | 14      | 7     |
| 10  | 23 | Carlos Checa              | Honda   | 21   | +59.688   | 20      | 6     |
| 11  | 20 | Adrian Bosshard           | Honda   | 21   | +1:02.744 | 17      | 5     |
| 12  | 6  | Andreas Preining          | Aprilia | 21   | +1:13.230 | 16      | 4     |
| 13  | 39 | Alessandro Gramigni       | Aprilia | 21   | +1:13.362 | 22      | 3     |
| 14  | 16 | Patrick van den Goorbergh | Aprilia | 21   | +1:13.400 | 24      | 2     |
| 15  | 26 | Bernd Kassner             | Aprilia | 21   | +1:16.140 | 18      | 1     |
| 16  | 32 | Jurgen van den Goorbergh  | Aprilia | 21   | +1:16.196 | 21      |       |
| 17  | 37 | Noël Ferro                | Honda   | 21   | +1:24.973 | 23      |       |
| 18  | 27 | Adi Stadler               | Honda   | 21   | +1:25.146 | 27      |       |
| 19  | 38 | Luis Maurel               | Honda   | 21   | +1:37.392 | 25      |       |
| 20  | 13 | Frédéric Protat           | Honda   | 21   | +2:08.994 | 26      |       |
| 21  | 33 | Kristian Kaas             | Yamaha  | 20   | +1 giro   | 31      |       |
| 22  | 34 | Christian Boudinot        | Aprilia | 20   | +1 giro   | 29      |       |
| 23  | 35 | Rodney Fee                | Honda   | 20   | +1 giro   | 34      |       |

### Ritirati
| Nº | Pilota            | Moto    | Giri | Griglia |
| -- | ----------------- | ------- | ---- | ------- |
| 40 | Giuseppe Fiorillo | Honda   | 12   | 19      |
| 4  | Max Biaggi        | Aprilia | 10   | 1       |
| 44 | Toshihiko Honma   | Yamaha  | 10   | 13      |
| 5  | Doriano Romboni   | Honda   | 6    | 3       |
| 19 | Eskil Suter       | Aprilia | 6    | 12      |
| 67 | Davide Bulega     | Aprilia | 6    | 15      |
| 36 | Alan Patterson    | Honda   | 4    | 33      |
| 30 | José Luis Cardoso | Aprilia | 1    | 30      |
| 43 | Manuel Hernández  | Aprilia | 1    | 32      |
| 31 | Enrique de Juan   | Aprilia | 1    | 28      |

### Non partito
| Nº | Pilota        | Moto  | Griglia |
| -- | ------------- | ----- | ------- |
| 11 | Nobuatsu Aoki | Honda | 8       |

## Classe 125

### Arrivati al traguardo
| Pos | Nº | Pilota             | Moto    | Giri | Tempo     | Griglia | Punti |
| --- | -- | ------------------ | ------- | ---- | --------- | ------- | ----- |
| 1   | 5  | Noboru Ueda        | Honda   | 20   | 41:25.510 | 2       | 25    |
| 2   | 2  | Kazuto Sakata      | Aprilia | 20   | +3.470    | 3       | 20    |
| 3   | 3  | Takeshi Tsujimura  | Honda   | 20   | +8.738    | 14      | 16    |
| 4   | 10 | Peter Öttl         | Aprilia | 20   | +8.800    | 5       | 13    |
| 5   | 1  | Dirk Raudies       | Honda   | 20   | +17.833   | 6       | 11    |
| 6   | 36 | Masaki Tokudome    | Honda   | 20   | +25.412   | 10      | 10    |
| 7   | 8  | Jorge Martínez     | Yamaha  | 20   | +25.470   | 7       | 9     |
| 8   | 41 | Tomomi Manako      | Honda   | 20   | +25.496   | 9       | 8     |
| 9   | 12 | Haruchika Aoki     | Honda   | 20   | +25.557   | 21      | 7     |
| 10  | 66 | Roberto Locatelli  | Aprilia | 20   | +25.846   | 1       | 6     |
| 11  | 7  | Oliver Petrucciani | Aprilia | 20   | +25.960   | 11      | 5     |
| 12  | 35 | Loek Bodelier      | Honda   | 20   | +27.866   | 28      | 4     |
| 13  | 9  | Herri Torrontegui  | Aprilia | 20   | +35.759   | 27      | 3     |
| 14  | 6  | Akira Saitō        | Honda   | 20   | +42.976   | 18      | 2     |
| 15  | 21 | Carlos Giró        | Aprilia | 20   | +42.998   | 12      | 1     |
| 16  | 15 | Stefan Prein       | Yamaha  | 20   | +43.702   | 26      |       |
| 17  | 11 | Fausto Gresini     | Honda   | 20   | +46.160   | 22      |       |
| 18  | 26 | Emilio Alzamora    | Honda   | 20   | +46.216   | 29      |       |
| 19  | 29 | Gabriele Debbia    | Aprilia | 20   | +59.976   | 20      |       |
| 20  | 30 | Manfred Geissler   | Aprilia | 20   | +1:04.920 | 31      |       |
| 21  | 45 | Luigi Ancona       | Honda   | 20   | +1:05.010 | 13      |       |
| 22  | 24 | Hans Spaan         | Honda   | 20   | +1:29.676 | 34      |       |
| 23  | 33 | Vittorio Lopez     | Honda   | 20   | +1:29.704 | 30      |       |
| 24  | 44 | Yasuaki Takahashi  | Honda   | 20   | +2:07.080 | 36      |       |
| 25  | 46 | Bertrand Stey      | Honda   | 20   | +2:08.555 | 33      |       |
| NC  | 28 | Hideyuki Nakajō    | Honda   | 13   | +7 giri   | 8       |       |

### Ritirati
| Nº | Pilota             | Moto    | Giri | Griglia |
| -- | ------------------ | ------- | ---- | ------- |
| 19 | Garry McCoy        | Aprilia | 13   | 15      |
| 25 | Neil Hodgson       | Honda   | 10   | 25      |
| 32 | Stefano Perugini   | Aprilia | 9    | 16      |
| 16 | Manfred Baumann    | Yamaha  | 7    | 32      |
| 22 | Lucio Cecchinello  | Honda   | 5    | 19      |
| 31 | Gianluigi Scalvini | Aprilia | 3    | 24      |
| 37 | Frédéric Petit     | Yamaha  | 1    | 23      |
| 43 | Frank Baldinger    | Honda   | 0    | 35      |
| 67 | Ivan Cremonini     | Aprilia | 0    | 17      |

### Non partito
| Nº | Pilota        | Moto   | Griglia |
| -- | ------------- | ------ | ------- |
| 4  | Yoshiaki Katō | Yamaha | 4       |